# Hitachi MB 6892
 је професионални рачунар, производ фирме Хитачи (Hitachi) који је почео да се израђује у Јапану током 1983. године.
Користио је Motorola 6809 као централни микропроцесор а RAM меморија рачунара MB 6892 је имала капацитет од 64 kb. 

## Детаљни подаци
Детаљнији подаци о рачунару MB 6892 су дати у табели испод.
|                       |                                              |
| 6892                  |                                              |
| Произвођач            | Хитачи                                       |
| Тип                   | професионални рачунар                        |
| Меморија              | 64                                           |
| Поријекло             | Јапан                                        |
| Година                | 1983                                         |
| Тастатура             | тастатура, 87 тастера, стандард              |
| Процесор              |                                              |
| Фреквенција процесора |                                              |
| RAM                   | 64                                           |
| ROM                   | 24                                           |
| Текст                 | 40 x 25 / 80 x 25                            |
| Графика               | 80 x 100 / 160 x 100 / 320 x 200 / 640 x 200 |
| Боја                  | 8                                            |
| Звук                  | непознато                                    |
| Димензије             | 45 x 52 x 12,5 / 8                           |
| Портови               |                                              |
| Оперативни систем     |                                              |